# Per Månsson (allmogemålare)
Per Olof Månsson, född 10 december 1876 i Persåsen i Myssjö församling i Jämtland, död där 20 april 1961, var en svensk målarmästare, lantbrukare och allmogemålare.
Månsson var son till torparen Måns Karlsson och Kerstin Pålsdotter. Han utbildade sig till yrkesmålare och började under sitt arbete intressera sig för dekorativ utsmyckningskonst och bildkonst. Efter att ha tagit kontakt med målaren Johan Tirén fick han av honom några grundläggande lektioner i olika tekniker. Månsson övergav senare sitt yrke som målare och övertog ett lantbruk i Persåsen, då han räknade med att denna syssla skulle ge honom mer tid för sitt konstnärskap. Som konstnär utförde han oljemålningar med varierande motiv samt illustrationer för några tidskrifter.